# In the Cool, Cool, Cool of the Evening
In the Cool, Cool, Cool of the Evening ist ein Lied, das im Jahr 1951 von Hoagy Carmichael komponiert wurde. Der Text stammt von Johnny Mercer. In der von Bing Crosby und Jane Wyman gesungenen Version wurde es für den Film Hochzeitsparade als Filmsong verwendet.
Bei der Oscarverleihung 1952 wurde das Lied mit dem Oscar in der Kategorie „Bester Song“ ausgezeichnet.
Das Lied wurde vielfach gecovert, unter anderem von Dean Martin Frank Sinatra und Bette Midler. Tom Lord listet 22 Coverversionen des Titels im Bereich des Jazz, u. a. auch von Les Brown, Harry James/Rosemary Clooney, Ray Conniff, Mavis Rivers, Tommy Dorsey, Neal Hefti, Bob Wilber, George Masso, Keith Smith, Keith Ingham und Harry Allen.